# Руттерсдорф-Лочен
Руттерсдорф-Лочен (нем. Ruttersdorf-Lotschen) — община в Германии, в земле Тюрингия. 
Входит в состав района Заале-Хольцланд. Подчиняется управлению Штадтрода.  Население составляет 335 человек (на 31 декабря 2010 года). Занимает площадь 8,50 км².